# Axeon Hagens Berman/Saison 2016
Dieser Artikel listet Erfolge und Fahrer des Radsportteams Axeon Hagens Berman in der Saison 2016 auf.

## Erfolge in der UCI Europe Tour
In der Saison 2016 gelangen dem Team nachstehende Erfolge in der UCI Europe Tour.
| Datum     | Rennen                                  | Kat. | Fahrer             |
| --------- | --------------------------------------- | ---- | ------------------ |
| 29. März  | Gran Premio Palio del Recioto           | 1.2U | Rubén Guerreiro    |
| 3. April  | Trofeo Piva                             | 1.2U | Tao Geoghegan Hart |
| 16. April | Lüttich–Bastogne–Lüttich Espoirs        | 1.2U | Logan Owen         |
| 18. Juni  | 4. Etappe Tour des Pays de Savoie (EZF) | 2.2  | Adrien Costa       |
| 19. Juni  | 5. Etappe Tour des Pays de Savoie       | 2.2  | Tao Geoghegan Hart |

## Erfolge in der UCI America Tour
In der Saison 2016 gelangen dem Team nachstehende Erfolge in der UCI America Tour.
| Datum         | Rennen                              | Kat. | Fahrer          |
| ------------- | ----------------------------------- | ---- | --------------- |
| 21.–24. April | Gesamtwertung Joe Martin Stage Race | 2.2  | Neilson Powless |
| 17. Juni      | 3a. Etappe Tour de Beauce (EZF)     | 2.2  | Neilson Powless |
| 19. Juni      | 5. Etappe Tour de Beauce            | 2.2  | Gregory Daniel  |
| 15.–19. Juni  | Gesamtwertung Tour de Beauce        | 2.2  | Gregory Daniel  |
| 1. September  | 1. Etappe Tour of Alberta           | 2.1  | Colin Joyce     |

## Erfolge in den Nationalen Straßen-Radsportmeisterschaften
In den Rennen der Nationalen Straßen-Radsportmeisterschaften 2016 konnte das Team nachstehende Titel erringen.
| Datum    | Rennen                                                  | Sieger             |
| -------- | ------------------------------------------------------- | ------------------ |
| 28. Mai  | US-amerikanische Meisterschaft – Straßenrennen          | Gregory Daniel     |
| 22. Juni | Lettische Meisterschaft – Einzelzeitfahren (U23)        | Krists Neilands    |
| 23. Juni | Irische Meisterschaft – Einzelzeitfahren (U23)          | Eddie Dunbar       |
| 25. Juni | Portugiesische Meisterschaft – Straßenrennen (U23)      | Ruben Guerreiro    |
| 26. Juni | Lettische Meisterschaft – Straßenrennen (U23)           | Krists Neilands    |
| 26. Juni | Britische Meisterschaft – Straßenrennen (U23)           | Tao Geoghegan Hart |
| 30. Juni | US-amerikanische Meisterschaft – Einzelzeitfahren (U23) | Geoffrey Curran    |
| 1. Juli  | US-amerikanische Meisterschaft – Straßenrennen (U23)    | Geoffrey Curran    |

## Abgänge – Zugänge
| Zugänge         | Team 2015      | Abgänge        | Team 2016                                  |
| --------------- | -------------- | -------------- | ------------------------------------------ |
| Jonathan Brown  | Neoprofi       | Daniel Eaton   | UnitedHealthcare Professional Cycling Team |
| Edward Dunbar   | NFTO           | James Oram     | ONE Pro Cycling                            |
| Adrien Costa    | Neoprofi       | Chris Putt     | Jelly Belly-Maxxis                         |
| Colin Joyce     | Neoprofi       | Keegan Swirbul | BMC Development                            |
| Krists Neilands | Rietumu-Delfin |                |                                            |
| Neilson Powless | Neoprofi       |                |                                            |
| Tyler Williams  | Neoprofi       |                |                                            |

## Mannschaft
| Name               | Geburtstag        | Nationalität           |
| ------------------ | ----------------- | ---------------------- |
| William Barta      | 4. Januar 1996    | Vereinigte Staaten     |
| Jonathan Brown     | 20. April 1997    | Vereinigte Staaten     |
| Adrien Costa       | 19. August 1997   | Vereinigte Staaten     |
| Geoffrey Curran    | 20. Oktober 1995  | Vereinigte Staaten     |
| Gregory Daniel     | 8. November 1994  | Vereinigte Staaten     |
| Edward Dunbar      | 1. September 1996 | Irland                 |
| Ruben Guerreiro    | 6. Juli 1994      | Portugal               |
| Tao Geoghegan Hart | 30. März 1995     | Vereinigtes Königreich |
| Colin Joyce        | 6. August 1994    | Vereinigte Staaten     |
| Krists Neilands    | 18. August 1994   | Lettland               |
| Philip O’Donnell   | 18. Mai 1996      | Vereinigte Staaten     |
| Justin Oien        | 5. Mai 1995       | Vereinigte Staaten     |
| Logan Owen         | 25. März 1995     | Vereinigte Staaten     |
| Neilson Powless    | 3. September 1996 | Vereinigte Staaten     |
| Tyler Williams     | 17. November 1994 | Vereinigte Staaten     |